# درک اوفتون
درک اوفتون (به انگلیسی: Derek Ufton) بازیکن فوتبال (زادهٔ ۳۱ مه ۱۹۲۸ – درگذشتهٔ ۲۷ مارس ۲۰۲۱) اهل انگلستان بود که سابقهٔ بازی در تیم ملی فوتبال انگلستان را در کارنامهٔ خود داشت. وی در تاریخ ۲۱ اکتبر ۱۹۵۳ تنها بازی ملی خود را در مقابل تیم فوتبال منتخب اروپا انجام داد.